# Enoplognatha procerula
Enoplognatha procerula es una especie de araña araneomorfa del género Enoplognatha, familia Theridiidae. Fue descrita científicamente por Simon en 1909.
Habita en Sudáfrica.